# 费萨克
费萨克（法語：Fayssac，法語發音：[fɛsak]）是法国奥克西塔尼大区塔恩省的一个市镇，属于阿尔比区。

## 地理
费萨克（43°57'16"N, 1°58'20"E）面积7.62 平方千米，位于法国奧克西塔尼大區塔恩省，该省份为法国南部内陆省份，北起顺时针与阿韦龙省、埃罗省、奥德省、上加龙省和塔恩-加龙省接壤。
与费萨克接壤的市镇（或旧市镇、城区）包括：贝尔纳克、韦尔河畔卡于扎克、塞斯泰罗尔、拉巴斯蒂代德莱维、瑟努亚克。

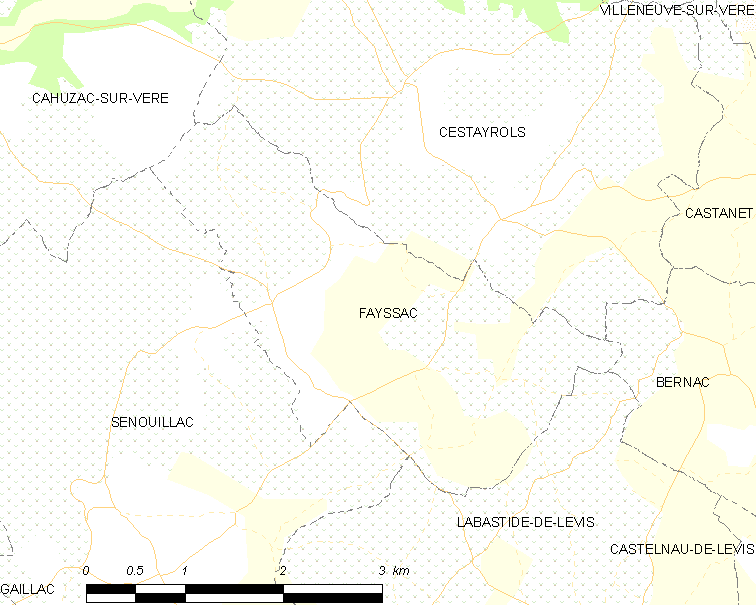
费萨克的OSM定位图

费萨克的时区为UTC+01:00、UTC+02:00（夏令时）。

## 行政
费萨克的邮政编码为81150，INSEE市镇编码为81087。

## 政治
费萨克所属的省级选区为两岸县。

## 人口

1962-2008年间费萨克人口变化图示

费萨克于2022年1月1日时的人口数量为359人。